# Köln-Kolleg

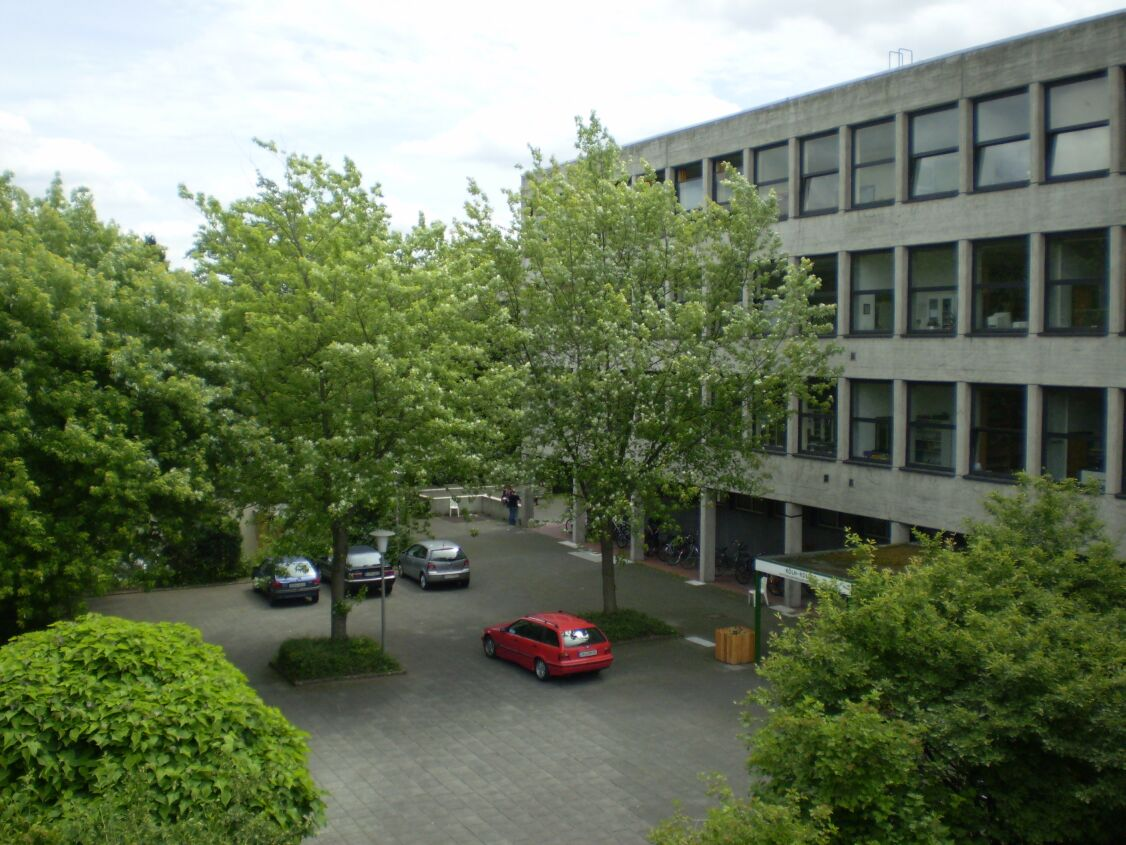
Die Außenfassade des Köln-Kollegs vor der Modernisierung (2008)

Das Köln-Kolleg (Eigenbezeichnung: KöKo) ist als Einrichtung des Zweiten Bildungsweges eine öffentliche Schule in Trägerschaft der Stadt Köln zur Erlangung der Allgemeinen- oder der Fachhochschulreife in Köln-Deutz.
In Kooperation mit dem Abendgymnasium Köln bietet das Köln-Kolleg zusätzlich Eltern und Studierenden mit atypischen Arbeitszeiten seit 1995 speziell auf sie abgestimmte Bildungsangebote.

## Geschichte
Das Köln-Kolleg wurde am 13. April 1959 von der Stadt Köln gegründet. Das damalige „Städtische Institut zur Erlangung der Hochschulreife“ war zu diesem Zeitpunkt einer der ersten Schulstandorte seiner Art in Nordrhein-Westfalen. Zunächst fand der Schulbetrieb im ehemaligen Gymnasium Buchheim (heutiger Standort des Schulzentrums Buchheim) und einem Bürogebäude in Köln-Ehrenfeld statt. Seit 1961 trägt die Schule den Namen „Köln-Kolleg“.
Das Gebäude am Judenkirchhofsweg 6 konnte im Jahr 1973 bezogen werden. Es ist von den Architekten Werner Gaebler und Horst Knäpper im Stil des Brutalismus entworfen und speziell auf die Anforderungen der Erwachsenenbildung am Köln-Kolleg abgestimmt worden. Der ursprüngliche Entwurf sah neben dem Hauptgebäude außerdem ein mehrstöckiges Wohngebäude für Studierende vor. Dieses Vorhaben ist von der Stadt Köln jedoch nicht realisiert worden. Die ursprünglich vorgesehene Baufläche für das Wohnheim ist heute der Parkplatz östlich des Gebäudes. Die Außenfassade ist 2009 umfassend saniert und modernisiert worden. Das ursprüngliche architektonische Konzept ist daher nur noch im Atrium mit seinen offenen Umläufen sichtbar. Im Oktober 2023 wurde die technische Ausstattung erweitert und modernisiert.
Das Schulgebäude verfügt über eine auf die Bedürfnisse der Studierenden angepasste Bibliothek und eine hauseigene Mensa. Seit Gründung der Schule haben über 5000 Absolventen am Köln-Kolleg erfolgreich ihre Abiturprüfung abgelegt.

## Bildungsangebot
Das Köln-Kolleg erteilt, anders als das Abendgymnasium Unterricht im Tagesunterricht. Die Unterrichtszeit ist dabei unabhängig davon, ob Studierende in den Bildungsgang des Kollegs eintreten oder am Unterricht des Kooperationskurses mit dem Abendgymnasium Köln (Abendgymnasium am Vormittag, „AbiVor“) teilnehmen.
Anders als im ersten Bildungsweg gliedert sich das Bildungsangebot nach Semestern, nicht nach Schuljahren. Die Aufnahme einer Schullaufbahn kann damit zum 1. Februar und zum 1. August eines Jahres beginnen. Eine Anmeldung ist, anders als an Berufskollegs, jederzeit möglich. Die Bildungsgänge des Köln-Kollegs dauern in der Regel 3,5 bis 3 Jahre bis zum Erreichen der Allgemeinen Hochschulreife (der schulische Teil der Fachhochschulreife kann nach zwei Jahren erreicht werden).
Zur Vorbereitung besuchen Studierende den Vorkurs mit der Dauer von sechs Monaten. Der erteile Unterricht umfasst etwa 12 Wochenstunden in den Fächern Deutsch, Mathematik und Englisch.
Analog zum ersten Bildungsweg dauert die Einführungsphase ein Jahr (1. und 2. Semester). Die Studierenden belegen Unterricht im Umfang von etwa 30 Wochenstunden, wobei Unterricht in den Grundkursen der Fächer Deutsch, Mathematik, Englisch und ggf. den Fremdsprachen Latein und Französisch jeweils vierstündig und alle übrigen Grundkurse zweistündig erteilt wird.
In der Qualifikationsphase (3. bis 6. Semester) umfasst das Unterrichtsvolumen ebenfalls etwa 30 Wochenstunden. Die Studierenden belegen im Sommersemester zwei Leistungskurse aus dem Fächerangebot Deutsch, Englisch, Biologie oder Soziologie, die jeweils fünfstündig unterrichtet werden. Grundkurse werden in der Qualifikationsphase dreistündig angeboten. Zusätzlich können Studierende je nach Bedarf und Neigung Vertiefungs- und Projektkurse belegen, in denen der Unterricht jeweils zweistündig erteilt wird.
Die Abiturprüfung kann am Ende des sechsten Semesters sowohl im Frühjahr als auch im Winter abgelegt werden.

## Aufnahmebedingungen
Die Studierenden müssen die folgenden Aufnahmebedingungen erfüllen:
- Volljährigkeit beim Eintritt in das erste Semester
- abgeschlossene Berufsausbildung oder zweijährige Berufstätigkeit (ggf. können Wehrdienst, FSJ, Praktika, Pflegezeit oder die Führung eines Familienhaushaltes o. ä. angerechnet werden)
- für die Teilnahme am Kooperationsangebot „AbiVor“ mit dem Abendgymnasium: Nachweis der Elternschaft, Nachweis der Pflege eines Angehörigen im Haushalt oder atypische Arbeitszeiten in einer Berufstätigkeit[10]

Die Studierenden erhalten staatliche Förderung nach dem Bundesausbildungsförderungsgesetz (BAföG). Diese wird elternunabhängig erteilt und ist nicht rückzahlungspflichtig.

## Persönlichkeiten

### Lehrer
- Gunther Nogge, Biologe, ehemaliger Direktor des Kölner Zoos, Lehrer 1967–1969[12]

- Walter Rempe, Leiter des Köln-Kollegs 1975–1990

### Absolventen
- Wolfgang Bosbach, Anwalt und Politiker (Abitur 1979)
- Klaus Gallas, Architekturhistoriker, Autor, Verleger und Kulturmanager (Abitur 1968)
- Andreas Hupke, Politiker und Bezirksbürgermeister des Stadtbezirks Köln-Innenstadt
- Carlo Ljubek, Schauspieler
- Gerd Willy Mielke, Psycho-Pädagoge und Humanbiologe (Abitur 1967)
- Ellen Norten, Journalistin, Autorin und Herausgeberin
- Anke Rohde, Psychiaterin und Psychotherapeutin
- Johannes Susen, Rätselautor und Redakteur (Abitur 1978)
- Özden Terli, Meteorologe und Wettermoderator des ZDF (Abitur 1997)
- Walter Tokarski, ehemaliger Rektor der Deutschen Sporthochschule Köln

## Förderverein
Der Förderverein Verein der Freunde und Förderer des Köln-Kollegs e.V. wurde am 7. Juni 1971 von neun Absolventen und zwei Studierenden gegründet. Er hat über 200 Mitglieder. Seine Satzung ist auf die Unterstützung der Studierenden und der Aufrechterhaltung einer lebendigen Kolleggemeinschaft und einer zukunftsorientierten Weiterbildung ausgerichtet.